# 土耳其航空5904號班機空難
土耳其航空5904號班機是一個由波音737-400執行的不載客調機航班，由阿达纳飛往吉达。1999年4月7日，這架編號為TC-JEP的波音737在土耳其南部阿达纳省的傑伊漢墜毀，機上6名機組人員全部死亡。

## 事发经过
歐洲東部時間當天凌晨0時36分，TK5904載著兩名飛行員和四名乘務員從阿達納起飛，前往吉達接載朝聖者，但在起飛8分鐘后墜毀於阿達納機場東北約30海里（56）處的 罕迪利村。飛機的撞擊使地面產生深達10（33英尺）的大坑，殘骸散落在周圍42平方（450平方英尺）的區域內。
該機之前將150名朝覲者接回阿達納，23時57分降落。飛行員稱沒有維修上的問題，降落後一切正常。
飛行記錄儀顯示，飛行員於23時22分43秒向附近因斯里克空军基地的航管員詢問其在雷達上發現的雷暴方向及速度。航管報告雷暴北移，而距機場西側以北20海里（37）的天氣晴朗。

## 失事客機
失事客機是一架波音737-4Q8，使用兩台CFM56-3C1發動機，波音公司生產序列號25378/2732，1995年6月9日首飛。

## 事發原因
土耳其民用航空總局對此次空難的報告顯示，飛機墜毀原因如下：

1. 惡劣天氣可能造成了此次空難。
2. 航前準備時可能沒有啟動皮托静压系统。
3. 機組人員未能認識錯誤的空速指示。
4. 機組未能藉助其他飛行儀表控制飛機。
5. 乘務員在駕駛艙內可能分散了機師的注意力。